# Rudi Mittig
Rudi Mittig (Liberec, 1925. január 26. – Berlin, 1994. augusztus 28.) német politikus és katona.
A bohémiai német Mittiget 1943-ban sorozták be a hadseregbe, így részt vett a második világháborúban, ami után az NDK-ban telepedett le.
1975 és 1989 közt a Stasi helyettes minisztere volt Erich Mielke alatt. A minisztérium 1989-es megszűnése után a következő év januárjáig az utódszervezet vezetője volt.